# موزه ادبیات نظامی گنجوی
موزه ادبیات نظامی گنجوی (ترکی آذربایجانی: Nizami Gəncəvi adına Milli Azərbaycan ədəbiyyatı muzeyi) در شهر باکو، در کشور جمهوری آذربایجان واقع شده‌ است. در سال ۱۹۳۹ تأسیس شد. این موزه که وامدار نام نظامی گنجوی است، تابع آکادمی ملی علوم جمهوری آذربایجان است. موزه در فاصله سال‌های ۱۹۵۹ الی ۱۹۶۷ تحت بازسازی‌های جامع قرار گرفته و مساحت آن بسط داده شده‌است. موزه مشغول به گردآوری و تحقیق در رابطه با اسناد مربوط به فرهنگ و ادبیات آذربایجان، حفاظت از آنها در بنیادهای علمی و به نمایش گذاشتن آنها در موزه‌ها و نمایشگاه‌ها است.

## تاریخ موزه

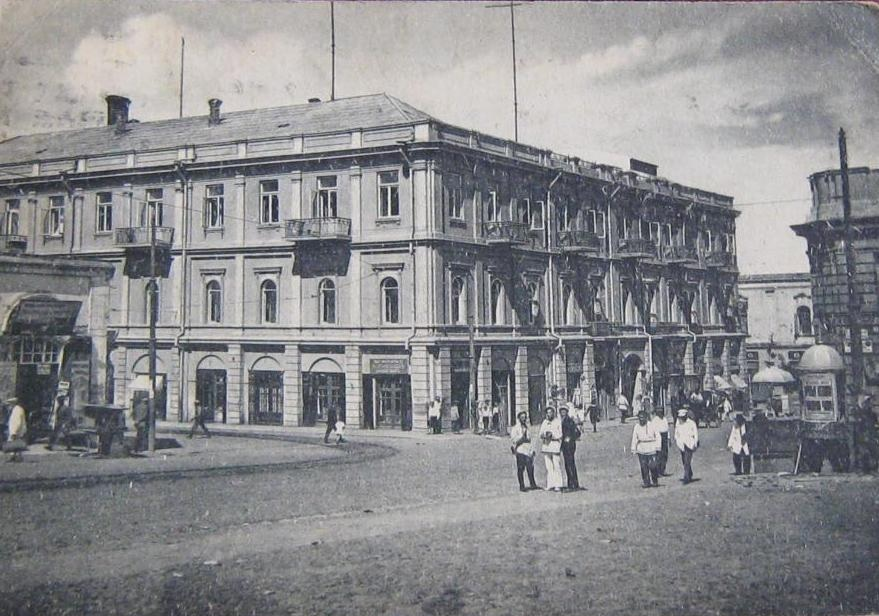
موزه ادبیات نظامی گنجوی

این موزه بر پایهٔ فرمان شماره ۴۹۷۲ شورای کمیساریای خلق جمهوری سوسیالیستی آذربایجان شوروی مورخ ۱ نوامبر سال ۱۹۳۹ در مورد تأسیس موزه خانگی نظامی گنجوی به مناسبت ۸۰۰-امین سالروز ایشان دایر گردیده‌ است؛ ولی گشایش موزه در ۱۴ مه سال ۱۹۴۵ رقم خورد. بعداً موزه نظامی گنجوی به موزه ادبیات آذربایجان مبدل شد. موزه در میان سال‌های ۲۰۰۴ تا ۲۰۰۹ تحت بازسازی‌ها و مرمت‌های گسترده واقع شده‌است.

## دربارهٔ تأسیس موزه
اقدام‌های لازم در رابطه با تأسیس موزه از اوایل سال‌های ۴۰ قرن ۲۰ شروع شده بود. مراسم پرشکوه سالگرد نظامی گنجوی در سال ۱۹۴۱ به دلیل جنگ جهانی دوم در موزه ارمیتاژ سن پترزبورگ که در محاصره به سر می‌برد، برگزار شد.

## نمایشگاه موزه
نمونه‌های فرهنگی متعلق به قرون وسطی، نقاشی‌ها و مجسمه‌ها نیز دست‌نویسی‌ها و کتاب‌ها در کنار اسناد مختلف در موزه به نمایش گذاشته شده‌است. موزه تاریخ ادبیات آذربایجان واجد ۳۰ تالار نمایشگاهی، ۱۰ شعبهٔ اصلی، ۲ بخش منطقه ای، صندوق علم و غیره … می‌باشد.
ریاست موزه بر عهده آکادمیک رفائل حسینف است.